# تیاگو فریرا
تیاگو امانوئل کانلاس آلمیدا فریرا (پرتغالی: Tiago Emanuel Canelas Almeida Ferreira؛ زادهٔ ۱۰ ژانویهٔ ۱۹۹۳) بازیکن فوتبال اهل پرتغال است که در پست مدافع برای باشگاه ورزشی لیریا بازی می‌کند. 
تیاگو فریرا سابقه بازی برای باشگاه فوتبال تراکتور را دارد.

## عملکرد باشگاهی

### تراکتور
تیاگو پس از انجام موفق تست های پزشکی در تاریخ ۱۶ فروردین ۱۴۰۱ با قراردای تا پایان فصل به تیم تراکتور پیوست.